# 5781 Barkhatova
5781 Barkhatova (1990 SM28) là một tiểu hành tinh vành đai chính được phát hiện ngày 24 tháng 9 năm 1990 bởi Chernykh, N. S. ở Nauchnyj.